# Massey Island
Massey Island är en ö i Kanada.   Den ligger i territoriet Nunavut, i den norra delen av landet, 3 600 km nordväst om huvudstaden Ottawa. Arean är 432 kvadratkilometer.
Terrängen på Massey Island är lite kuperad. Öns högsta punkt är 213 meter över havet. Den sträcker sig 22,5 kilometer i nord-sydlig riktning, och 45,2 kilometer i öst-västlig riktning.
Trakten runt Massey Island består i huvudsak av gräsmarker.